# لاله واژگون اوجاینسیس
لاله واژگون اوجاینسیس (نام علمی: Fritillaria ojaiensis) نام یک گونه از سرده لاله واژگون است.